# Liceum Ogólnokształcące im. Stanisława Konarskiego w Oświęcimiu
Liceum Ogólnokształcące im. Stanisława Konarskiego w Oświęcimiu – najstarsze liceum ogólnokształcące w Oświęcimiu, najstarsza szkoła ponadpodstawowa w mieście.

## Historia szkoły
Źródło: Kalendarium
Inicjatorem utworzenia szkoły średniej w Oświęcimiu był obywatel Oświęcimia Włodzimierz Hanakowski. Pierwsze zapisy do pierwszej klasy Gimnazjum ogłoszono w 1915 r. Wrzesień tamtego roku rozpoczął historię szkoły. Pierwszym dyrektorem był Feliks Tobiczyk, syn znanego oświęcimskiego pedagoga Franciszka Tobiczyka. W roku szkolnym 1919/20 szkole przyznano prawa placówki państwowej dla klas I – V. W 1926 r. nastąpiła zmiana nazwy szkoły i nadanie patrona. Prywatne Gimnazjum Realne Koedukacyjne im. ks. Stanisława Konarskiego mieściło się początkowo przy ulicy Zatorskiej, a z dniem 1 września 1932 r. przeniosło się do nowo wybudowanego budynku, w którym pozostaje. Od tego czasu. szkoła nosiła nazwę: Prywatne Gimnazjum Koedukacyjne im. ks. Stanisława Konarskiego. W latach 1935–1939 dyrektorem szkoły był historyk Władysław Kucharski.
W czasie wojny zginęło wielu wybitnych pedagogów i wychowanków szkoły: Stanisław Moll, Józef Gawlik, Ignacy Fik, Antoni Harla, Tadeusz Wójcik, Zdzisław Łękawa, Wincenty Frączek, Irena Haecker-Weinheberowa, Wiktor Węglarz. W budynku szkoły urządzono koszary wojskowe. Wznowienie nauki nastąpiło 1 marca 1945 r., a w rok później placówka otrzymała status państwowy i przyjęła nazwę Państwowe Liceum i Gimnazjum Koedukacyjne im. Stanisława Konarskiego w Oświęcimiu. Przez kilka miesięcy w roku szkolnym 1949/50 przemianowano gimnazjum na 11-letnią Szkołę Stopnia Podstawowego i Licealnego, jednak w marcu 1950 r. zrezygnowano z tej zmiany. Po reformie szkolnictwa z 1961 r. wprowadzającej 8-klasową szkołę podstawową w nazwie szkoły jest już tylko Liceum Ogólnokształcące. Kolejna zmiana nastąpiła w 1976 r., kiedy przyłączono Liceum dla Pracujących i utworzono Zespół Szkół Ogólnokształcących im. Stanisława Konarskiego. Przy szkole działa Towarzystwo Przyjaciół Liceum Ogólnokształcącego im. Stanisława Konarskiego w Oświęcimiu.
Liceum zostało uhonorowane w 1977 r. Medalem Miasta Oświęcimia.
Absolwentami szkoły są: Edmund Wilkosz, Piotr Szewczyk, Grażyna Dziedzic, Agnieszka Wróblewska, Marzena Rogalska, Dariusz Maciborek, Grzegorz Łukawski, Ewa Kaim, Stanisław Rydzoń, Beata Szydło, ks. Kazimierz Sowa, Krzysztof A. Zajas.

## Inicjatywy szkolnej społeczności
- 1972 – Komitet Rodzicielski podejmuje uchwałę o budowie sali gimnastycznej. Na czele Komitetu Budowy Sali Gimnastycznej przy LO w Oświęcimiu staje dr Jan Dziadecki. Salę oddano do użytku w 1977 r.
- 1977 – ogólnopolska sesja naukowa poświęcona Łukaszowi Górnickiemu, zorganizowana, przez absolwenta i nauczyciela Liceum, Jana Wiktora Lechandro.
- 1987 – nawiązanie współpracy na zasadzie wymiany młodzieży ze szkołą im. Waltera Gropiusa w Berlinie Zachodnim. W latach następnych podobne kontakty z kolejnymi szkołami niemieckimi, w: Dortmund Gartenstadt, Mössingen, Bad Salzufeln, Emmendingen-Wasser.
- 1989 – powołanie do życia Towarzystwa Przyjaciół Liceum Ogólnokształcącego im. Stanisława Konarskiego w Oświęcimiu, pod kierownictwem nauczyciela Stefana Piotrowskiego.
- 1990 – obchody Jubileuszu 75-lecia Liceum Ogólnokształcącego im. Stanisława Konarskiego w Oświęcimiu.
- 1990 – decyzja o utworzeniu „Ściany Pamięci Pro Memoria LO w Oświęcimiu”. Jej odsłonięcie na starym cmentarzu odbyło się w czasie obchodów Jubileuszu 75-lecia. Znaleźli tam swoje miejsce zmarli, zasłużeni pedagodzy i ludzie związani ze szkołą, m.in.: Roman Mayzel, Feliks Tobiczyk, Jan Rymwidzki, Jan Skarbek, Stanisław Czernek, Jan Dziadecki, Józef Stanko, Stefan Chowaniec, Piotr Szewczyk, Edmund Wilkosz, Maria Kurmaniak, Pola Bukietyńska, ks. Adolf Baścik, Józef Cyganik.
- 1994 – przyznanie po raz pierwszy nagrody dla najlepszego absolwenta szkoły „Primo Inter Optimos” ufundowanej przez Towarzystwo Przyjaciół Liceum.
- 2005 – obchody Jubileuszu 90-lecia Liceum Ogólnokształcącego im. Stanisława Konarskiego w Oświęcimiu.
- 2008 – oddanie do użytku gruntownie odnowionej sali gimnastycznej.